# Mina de carbón Carmichael
La mina de carbón Carmichael es una  mina de carbón térmico aprobada en el norte de la Cuenca Galilea, en Queensland Central, Australia. La mina fue planeada para ser conducida por ambos métodos  abierto-cortado y subterráneo. La mina está propuesta por Adani Minería, una filial completamente poseída por el Grupo Adani de la India. El proyecto inicial representaba una inversión de AU$16,5 mil millones, aun así, después de que se rechazara la financiación por más de 30 instituciones financieras en todo el mundo, Adani anunció en 2018 que la operación minera se reduciría y sería autofinanciada a AU$ 2 billones de dólares.
En capacidad máxima, la mina produciría 60 millones de toneladas de carbón al año, mucho de él "de baja calidad, alto contenido en ceniza". En tribunales, Adani dijo en 2015 que  espera que la mina produzca 2,3 miles de millones toneladas a lo largo de 60 años. Sería la mina de carbón más grande en Australia y una de las más grandes del mundo. La mina sería la primera de una serie de megaminas propuestas para la Cuenca de Galilea, en Australia

La mina ha creado una gran controversia sobre su viabilidad financiera, planes de ayudas del gobierno y los impactos ambientales dañinos. En términos generales, estos han sido descritos como su impacto potencial a la Gran Barrera de Coral, agua subterránea y sus emisiones de carbono.
La Fundación de Conservación Australiana (ACF), tiene un reto legal a la aprobación dada a Adani por el ministro de Medio Ambiente federal en relación con el agua.
La premier de Queensland, Annastacia Palaszczuk, estableció el 19 de junio de 2019 como fecha límite para la aprobación medioambiental final del proyecto, y  se concedió la aprobación estatal y la federal  el 13 de junio de 2019.

### Impacto de los megaincendios 2019-2020
En el despertar de la crisis ambiental  de los megaincendios 2019–2020, las política climática de Australia, incluyendo la Mina Carmichael, ha devenido un tema actual de discusión pública en Australia.